# Russ Cochran
Russell Earl Cochran (Paducah, Kentucky, 31 oktober 1958) is een golfprofessional uit de Verenigde Staten. Hij speelt linkshandig.
In zijn jeugd speelde Russ Cochran op de Paxton Park Public Golf Course in Paducah. Na zijn schooltijd ging hij studeren aan de University of Kentucky en speelde college golf.

## PGA Tour
Cochran werd in 1979 professional en speelde vanaf 1982 op de Amerikaanse PGA Tour. Hij is 60 keer in de top-10 geëindigd. Zijn beste seizoen was 1991, toen hij het Centel Western Open won. Datzelfde jaar verloor hij bij het Tour Championship de play-off van Craig Stadler. Op de Order of Merit eindigde hij als nummer 10.

## Champions Tour
Om weer wat in het wedstrijdrythme te komen speelde Cochran wat toernooien op de Nationwide Tour. Zijn eerste toernooi op de Champions Tour was in februari 2009. Hij werd dat jaar derde op het US Senior Open inclusief een ronde van -8, een baanrecord op de Crooked Stick Golf Club in Carmel, Indiana. Hij werd Rookie of the Year.
In 2010 behaalde hij zijn eerste overwinning door Fred Funk te verslaan in de play-off van het Posco E&C Songdo Championship in Zuid-Korea. Een week later won hij het SAS Championship in North Carolina.
Cochran won zijn eerste senior Major in 2011 terwijl zijn zoon Reed voor hem caddiede. Mark Calcavecchia stond voor de laatste ronde drie slagen voor maar een ronde van 67 zorgde voor Cochrans overwinning.
Cochran en zijn echtgenote Jackie hebben vier kinderen. Hun oudste zoon studeert nog (2012) aan de University of Florida maar wil ook golfprofessional worden.

## Gewonnen

### PGA Tour
- 1991: Centel Western Open

### Champions Tour
- 2010: Posco E&C Songdo Championship, SAS Championship
- 2011: Senior British Open Championship op Walton Heath

### Elders
- 1983: Magnolia State Classic, Greater Baltimore Open
- 2011: Lime Jamaica Open